# Noailles, Oise
Noailles là một xã thuộc tỉnh Oise trong vùng Hauts-de-France phía bắc nước Pháp. Xã này nằm ở khu vực có độ cao trung bình 91 mét trên mực nước biển.